# Xanthopimpla brevicauda
Xanthopimpla brevicauda är en stekelart som beskrevs av Joseph Augustine Cushman 1925. Xanthopimpla brevicauda ingår i släktet Xanthopimpla och familjen brokparasitsteklar. Utöver nominatformen finns också underarten X. b. nathani.